# 請把你的窗戶打開
《请把你的窗户打开》（英語：Please Open Your Window），是江流执导的一部中国大陆家庭亲情片，杨心仪、胡玺龙主演，中国大陆于2016年1月22日上映，香港于2016年8月5日上映。

## 剧情
小雪（杨心仪 饰）家对面一扇从未打开窗户的房间里住着一位孤独的老人。一个雨天，小雪发现了坐在雨中神情悲伤的老人（胡玺龙 饰）。善解人意的她陪着老人静坐在风雨中。 
第二天，小雪病倒了。当她睁开眼睛时，发现老人守在自己的身边。孤独的一老一少彼此相怜关爱，并定下了约定——小雪弹奏钢琴固定的几个旋律和老人窗帘的开合为他们传递着心情的信号。 
在小雪的感召下，小雪的父母和老人的儿子意识到了仅有金钱和物质是远远不够的，只有亲情的呵护才最重要。老人的窗户终于打开了，从窗户里传出阵阵幸福的欢笑声。

## 角色
| 演員   | 角色   | 備註       |
| 杨心仪 | 小雪   |            |
| 胡玺龙 | 程爷爷 |            |
| 幺依田 |        | 小雪的妈妈 |
| 段游   | 程建设 |            |
| 刘一辰 | 子杰   | 小雪的爸爸 |
| 王大安 | 大老爷 |            |
| 梅景洪 | 小老王 |            |
| 任鹏冲 | 季辉   |            |
| 娜斯佳 |        | 秘书       |
| 曲致力 | 邓爷爷 |            |
| 郭曼   | 邓奶奶 |            |
| 唐俪珊 | 小保姆 |            |
| 刘玥池 | 杨杨   |            |
| 朱丹娜 | 燕子   |            |
| 唐宇   |        | 劫匪       |
| 陈琳娜 |        | 小女孩     |
| 江流   |        | 导演       |
| 董震   |        | 制片       |

## 电影歌曲
| 曲別   | 歌名     | 演唱者 | 作词   | 作曲 |
| 主題曲 | 打开心窗 | 杨心仪 | 王长久 | 华秀 |

## 奖项
| 獎項                         | 類別             | 名字             | 結果 |
| ---------------------------- | ---------------- | ---------------- | ---- |
| 第13届俄罗斯阿穆尔之秋电影节 | 最佳外语片       | 请把你的窗户打开 | 獲獎 |
| 第13届俄罗斯阿穆尔之秋电影节 | 最佳外语片导演   | 江流             | 獲獎 |
| 第13届俄罗斯阿穆尔之秋电影节 | 最佳外语片男主角 | 胡玺龙           | 獲獎 |
| 第13届俄罗斯阿穆尔之秋电影节 | 最佳外语片女主角 | 杨心仪           | 獲獎 |

## 演职人员
- 出品人：唐精蓉
- 顾问：徐国良
- 策划：刘彦、江流、唐精蓉
- 监制：董震、张利新
- 摄影：金鑫
- 美术：齐冰
- 音乐：华秀
- 领衔主演：杨心仪、胡玺龙
- 联合主演：幺依田、段游、刘一辰、王大安
- 制片人、编剧、导演：江流
- 出品及摄制：三亚赫迪文化发展有限公司

## 票房
- 2016年1月22日在中国大陆上映，票房4.7万元。
- 2016年8月5日在香港九龙湾淘大影艺戏院独家上映。

## 分级制度
依香港电影分级制度本片属于第I级别，适合任何年龄人士观看